# Kurultai
Kurultai, kuraltai, kuriltai, huraltai sau huriltai (în mongolă ᠬᠤᠷᠠᠯᠲᠠᠢ transliterat Qurultai; în alfabet chirilic adaptat Хуралдай pronunțat khuraldai; turcă kurultay; kazahă Құрылтай, tranliterat: Qurıltay; tătară Qorıltay; bașchiră Ҡоролтай, transliterat: Qoroltay; azeră Qurultay; turkmenă: Gurultaý) este o adunare politică și militară a notabililor mongoli și turci.

## Lumea mongolă
Kurultai putea fi:

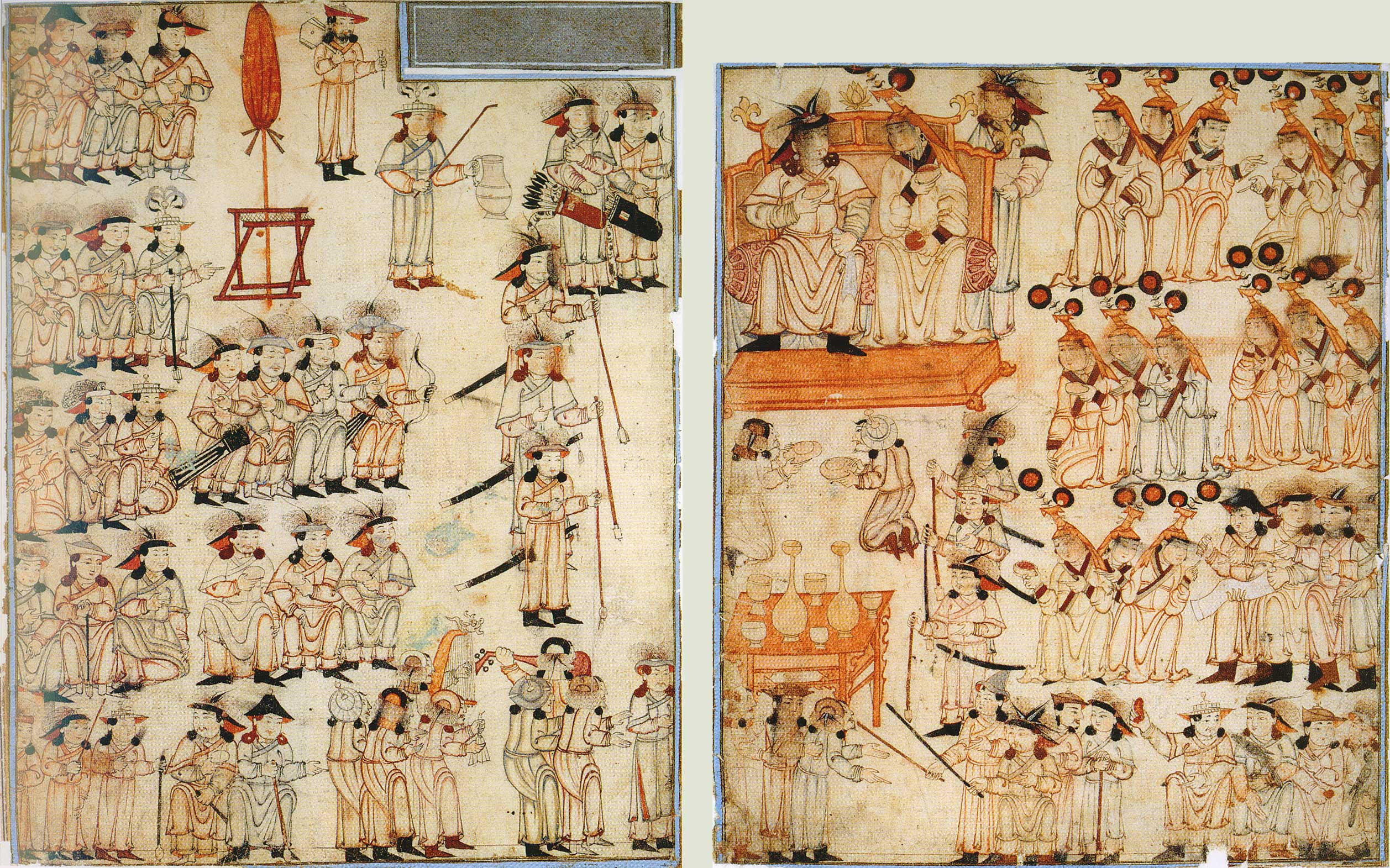
Înscăunarea unui han mongol, în secolul al XIV-lea.

- o reuniune a armatelor, la începutul unei cuceriri sau a unui război;
- adunarea prinților și notabililor mongoli care participau la alegerea hanului suprem / haganului, după decesul predecesorului său.

Putea astfel să aleagă un nou han sau să decidă să declanșeze un război.
Toți marii hani /  haganii Imperiului Mongol ca Genghis Han sau Ogodai Han au fost aleși de un kurultai. 
Kurultaiele impuneau prezența celor mai în vârstă membri ai triburilor, acești vârstnici fiind și responsabili militari. Astfel decesele lui Ogodai Han în 1241 și Möngke Han în 1259, au obligat conducătorii mongoli și trupele lor să se retragă din apropierea Vienei și Veneției (în 1241) și din Siria (în 1259), paralizând operațiunile lor militare împotriva austriecilor și mamelucilor.    
În zilele noastre, Adunarea Mongolă este denumită Marele Hural al Statului, iar în perioada comunistă se numea Marele Hural Popular Mongol.

## Utilizări actuale ale termenului
Populațiile mongole și turcești îl folosesc în sensuri foarte diferite de parlament, congres, ședință, consiliu, adunare deliberativă sau chiar conferință. De exemplu, Qoroltaiul Bașchir, Al Patrulea Qoroltay al Tătarilor, Zhogorku Kengeshd al Kârgâzstanului, Marele Hural al Statului din Mongolia, Kuralul din Buriatia, sau Kurultájul din Ungaria ori Kurulul din Turcia.
După destrămarea Uniunii Sovietice, liderii Kazahstanului și Kârgâzstanului au organizat kurultaiuri pentru a anunța decizii de importanță națională.
Ele urmăresc să confere o exprimare mieroasă, populară și tradițională, proiectelor majore ale statului. Adunarea este formată din reprezentanți ai diferitelor regiuni și grupuri etnice ale țării.